# Hierarquia militar da República Socialista Federativa da Iugoslávia
As patentes militares da República Socialista Federativa da Iugoslávia foram as insígnias militares usadas pelo Exército Popular Iugoslavo.

## 1945–1946

### Oficiais
A insígnia de patente dos oficiais comissionados.
| Ramo                         | Oficiais generais | Oficiais generais | Oficiais generais | Oficiais generais | Oficiais superiores | Oficiais superiores | Oficiais superiores | Oficiais subalternos | Oficiais subalternos | Oficiais subalternos | Oficiais subalternos |
| ---------------------------- | ----------------- | ----------------- | ----------------- | ----------------- | ------------------- | ------------------- | ------------------- | -------------------- | -------------------- | -------------------- | -------------------- |
| Forças Terrestres Iugoslavas |                   |                   |                   |                   |                     |                     |                     |                      |                      |                      |                      |
| Maršal Jugoslavije[a]        | General-pukovnik  | General-lajtant   | General-major     | Pukovnik          | Potpukovnik         | Major               | Kapetan             | Poručnik             | Potporučnik          | Zastavnik            |                      |

### Outras patentes
A insígnia de patente de suboficiais e praças.
| Ramo                         | Oficiais superiores | Oficiais superiores | Oficiais subalternos | Oficiais subalternos | Praças       |
| ---------------------------- | ------------------- | ------------------- | -------------------- | -------------------- | ------------ |
| Forças Terrestres Iugoslavas |                     |                     |                      |                      | Sem insígnia |
| Forças Terrestres Iugoslavas | Stariji vodnik      | Vodnik              | Mlađi vodnik         | Desetar              | Borac        |

## 1946–1955

### Oficiais
A insígnia de patente dos oficiais comissionados.
| Ramo                         | Oficiais generais | Oficiais generais   | Oficiais generais   | Oficiais generais | Oficiais superiores  | Oficiais superiores | Oficiais superiores | Oficiais subalternos  | Oficiais subalternos | Oficiais subalternos | Oficiais subalternos | Oficiais subalternos |
| ---------------------------- | ----------------- | ------------------- | ------------------- | ----------------- | -------------------- | ------------------- | ------------------- | --------------------- | -------------------- | -------------------- | -------------------- | -------------------- |
| Forças Terrestres Iugoslavas |                   |                     |                     |                   |                      |                     |                     |                       |                      |                      |                      |                      |
| Maršal Jugoslavije[a]        | General armije    | General-pukovnik    | General-potpukovnik | General-major     | Pukovnik             | Potpukovnik         | Major               | Kapetan prve klase    | Kapetan              | Poručnik             | Potporučnik          |                      |
| Marinha Iugoslava            |                   |                     |                     |                   |                      |                     |                     |                       |                      |                      |                      |                      |
| Maršal Jugoslavije[a]        | Admiral flote     | Admiral             | Viceadmiral         | Kontraadmiral     | Kapetan bojnog broda | Kapetan Fregate     | Kapetan korvete     | Poručnik bojnog broda | Poručnik fregate     | Poručnik korvete     | Potporučnik          |                      |
| Força Aérea Iugoslava        |                   |                     |                     |                   |                      |                     |                     |                       |                      |                      |                      |                      |
| Maršal Jugoslavije[a]        | General-pukovnik  | General-potpukovnik | General-major       | Pukovnik          | Potpukovnik          | Major               | Kapetan prve klase  | Kapetan               | Poručnik             | Potporučnik          |                      |                      |

### Outras patentes
A insígnia de patente de suboficiais e praças.
| Ramo                         | Suboficiais superiores | Suboficiais superiores | Suboficiais subalternos | Suboficiais subalternos | Praças  | Praças    | Praças       |
| ---------------------------- | ---------------------- | ---------------------- | ----------------------- | ----------------------- | ------- | --------- | ------------ |
| Forças Terrestres Iugoslavas |                        |                        |                         |                         |         |           | Sem insígnia |
| Forças Terrestres Iugoslavas | Stariji vodnik         | Vodnik 1. klase        | Vodnik                  | Mlađi vodnik            | Desetar | Razvodnik | Vojnik       |
| Marinha Iugoslava            |                        |                        |                         |                         |         |           | Sem insígnia |
| Marinha Iugoslava            | Stariji vodnik         | Vodnik 1. klase        | Vodnik                  | Mlađi vodnik            | Desetar | Razvodnik | Mornar       |
| Força Aérea Iugoslava        |                        |                        |                         |                         |         |           | Sem insígnia |
| Força Aérea Iugoslava        | Stariji vodnik         | Vodnik 1. klase        | Vodnik                  | Mlađi vodnik            | Desetar | Razvodnik | Vojnik       |

## 1955–1982

### Oficiais
A insígnia de patente dos oficiais comissionados.
| Ramo                         | Oficiais generais | Oficiais generais | Oficiais generais   | Oficiais generais   | Oficiais generais    | Oficiais generais | Oficiais superiores | Oficiais superiores   | Oficiais superiores | Oficiais subalternos | Oficiais subalternos | Oficiais subalternos | Oficiais subalternos |
| ---------------------------- | ----------------- | ----------------- | ------------------- | ------------------- | -------------------- | ----------------- | ------------------- | --------------------- | ------------------- | -------------------- | -------------------- | -------------------- | -------------------- |
| Forças Terrestres Iugoslavas |                   |                   |                     |                     |                      |                   |                     |                       |                     |                      |                      |                      |                      |
| Maršal Jugoslavije[a]        | General[b]        | General armije    | General-pukovnik    | General-potpukovnik | General-major        | Pukovnik          | Potpukovnik         | Major                 | Kapetan prve klase  | Kapetan              | Poručnik             | Potporučnik          |                      |
| Marinha Iugoslava            |                   |                   |                     |                     |                      |                   |                     |                       |                     |                      |                      |                      |                      |
| Maršal Jugoslavije[a]        | Admiral flote     | Admiral           | Vitseadmiral        | Kontraadmiral       | Kapetan bojnog broda | Kapetan fregate   | Kapetan korvete     | Poručnik bojnog broda | Poručnik fregate    | Poručnik korvete     | Potporučnik          |                      |                      |
| Força Aérea Iugoslava        |                   |                   |                     |                     |                      |                   |                     |                       |                     |                      |                      |                      |                      |
| Maršal Jugoslavije[a]        | General armije    | General-pukovnik  | General-potpukovnik | General-major       | Pukovnik             | Potpukovnik       | Major               | Kapetan prve klase    | Kapetan             | Poručnik             | Potporučnik          |                      |                      |

### Outras patentes
A insígnia de patente de suboficiais e praças.
| Ramo                         | Suboficiais | Suboficiais            | Suboficiais    | Suboficiais    | Suboficiais | Suboficiais  | Praças  | Praças    | Praças | Praças |
| ---------------------------- | ----------- | ---------------------- | -------------- | -------------- | ----------- | ------------ | ------- | --------- | ------ | ------ |
| Forças Terrestres Iugoslavas |             |                        |                |                |             |              |         |           |        |        |
| Zastavnik I klase            | Zastavnik   | Stariji vodnik I klase | Stariji vodnik | Vodnik I klase | Vodnik      | Mlađi vodnik | Desetar | Razvodnik | Vojnik |        |
| Marinha Iugoslava            |             |                        |                |                |             |              |         |           |        |        |
| Zastavnik I klase            | Zastavnik   | Stariji vodnik I klase | Stariji vodnik | Vodnik I klase | Vodnik      | Mlađi vodnik | Desetar | Razvodnik | Mornar |        |
| Força Aérea Iugoslava        |             |                        |                |                |             |              |         |           |        |        |
| Zastavnik I klase            | Zastavnik   | Stariji vodnik I klase | Stariji vodnik | Vodnik I klase | Vodnik      | Mlađi vodnik | Desetar | Razvodnik | Vojnik |        |

## 1982–1992

### Oficiais
A insígnia de patente dos oficiais comissionados.
| Ramo                          | Oficiais generais                           | Oficiais generais                                 | Oficiais generais                     | Oficiais generais                         | Oficiais superiores             | Oficiais superiores             | Oficiais superiores                         | Oficiais subalternos              | Oficiais subalternos              | Oficiais subalternos    | Oficiais subalternos |
| ----------------------------- | ------------------------------------------- | ------------------------------------------------- | ------------------------------------- | ----------------------------------------- | ------------------------------- | ------------------------------- | ------------------------------------------- | --------------------------------- | --------------------------------- | ----------------------- | -------------------- |
| Forças Terrestres Iugoslavas  |                                             |                                                   |                                       |                                           |                                 |                                 |                                             |                                   |                                   |                         |                      |
| Генерал армије General armije | Генерал-пуковник General-pukovnik           | Генерал-потпуковник General-potpukovnik           | Генерал-мајор General-major           | Пуковник Pukovnik                         | Потпуковник Potpukovnik         | Мајор Major                     | Капетан прве класе Kapetan 1. klase         | Капетан Kapetan                   | Поручник Poručnik                 | Потпоручник Potporučnik |                      |
| Marinha Iugoslava             |                                             |                                                   |                                       |                                           |                                 |                                 |                                             |                                   |                                   |                         |                      |
| Адмирал флоте Admiral flote   | Адмирал Admiral                             | Вицеадмирал Vitseadmiral                          | Контраадмирал Kontraadmiral           | Капетан бојног брода Kapetan bojnog broda | Капетан фрегате Kapetan fregate | Капетан корвете Kapetan korvete | Поручник бојног брода Poručnik bojnog broda | Поручник фрегате Poručnik fregate | Поручник корвете Poručnik korvete | Потпоручник Potporučnik |                      |
| Força Aérea Iugoslava         |                                             |                                                   |                                       |                                           |                                 |                                 |                                             |                                   |                                   |                         |                      |
| Генерал армије General armije | Генерал-пуковник авијације General-pukovnik | Генерал-потпуковник авијације General-potpukovnik | Генерал-мајор авијације General-major | Пуковник Pukovnik                         | Потпуковник Potpukovnik         | Мајор Major                     | Капетан прве класе Kapetan 1. klase         | Капетан Kapetan                   | Поручник Poručnik                 | Потпоручник Potporučnik |                      |

### Outras patentes
A insígnia de patente de suboficiais e praças.
| Ramo                         | Suboficiais | Suboficiais            | Suboficiais    | Suboficiais    | Suboficiais | Suboficiais  | Praças  | Praças    | Praças | Praças |
| ---------------------------- | ----------- | ---------------------- | -------------- | -------------- | ----------- | ------------ | ------- | --------- | ------ | ------ |
| Forças Terrestres Iugoslavas |             |                        |                |                |             |              |         |           |        |        |
| Zastavnik I klase            | Zastavnik   | Stariji vodnik I klase | Stariji vodnik | Vodnik I klase | Vodnik      | Mlađi vodnik | Desetar | Razvodnik | Vojnik |        |
| Marinha Iugoslava            |             |                        |                |                |             |              |         |           |        |        |
| Zastavnik I klase            | Zastavnik   | Stariji vodnik I klase | Stariji vodnik | Vodnik I klase | Vodnik      | Mlađi vodnik | Desetar | Razvodnik | Mornar |        |
| Força Aérea Iugoslava        |             |                        |                |                |             |              |         |           |        |        |
| Zastavnik I klase            | Zastavnik   | Stariji vodnik I klase | Stariji vodnik | Vodnik I klase | Vodnik      | Mlađi vodnik | Desetar | Razvodnik | Vojnik |        |